# 2. Klasse A 1919-1920
La 2. Klasse 1919-1920 è stata la quinta edizione del campionato austriaco di calcio di seconda categoria. Organizzata dalla Niederösterreichischer Fussballverband, vide competere 15 squadre. che erano tutte di Vienna e dintorni.

## Stagione

### Novità
Sono state promosse in 1. Klasse, il First Vienna e l'Admira Vienna.
Si aggiungono al torneo: Ottakringer SC, Wr. Sportfreunde, Wr. Bewegungsspieler (promosse dalla 2. Klasse B), SC Ostmark, Germania Schwechat, Vienna Cricket&FC, Blue Star, Favoritner FC Vorwärts 06 (per delibera della federazione).

### Formula
Girone all'Italiana composto da 15 squadre. Due punti per la vittoria, un punto per il pareggio, zero punti per la sconfitta. La squadra prima classificata viene promossa in 1. Klasse. L'ultima e la penultima classificate vengono retrocesse in 3. Klasse.

## Squadre partecipanti
| Club                | Stagione | Città  | Stadio                         | Stagione precedente 1918-1919 |
| ------------------- | -------- | ------ | ------------------------------ | ----------------------------- |
| Bewegungsspieler    | dettagli | Vienna | ...                            | 1º posto (neopromosso)        |
| Blue Star           | dettagli | Vienna | ...                            | (ammesso dalla federazione)   |
| Donaustadt          | dettagli | Vienna | ...                            | 3º posto                      |
| Favoritner Vorwärts | dettagli | Vienna | ...                            | (ammesso dalla federazione)   |
| Germania Schwechat  | dettagli | Vienna | ...                            | (ammesso dalla federazione)   |
| Hakoah Vienna       | dettagli | Vienna | ...                            | 4º posto                      |
| Nussdorfer          | dettagli | Vienna | ...                            | 5º posto                      |
| Ober St. Veit       | dettagli | Vienna | ...                            | 8º posto                      |
| Ostmark             | dettagli | Vienna | ...                            | (ammesso dalla federazione)   |
| Ottakringer SC      | dettagli | Vienna | ...                            | 1º posto (neopromosso)        |
| Red Star Vienna     | dettagli | Vienna | ...                            | 7º posto                      |
| Slovan Vienna       | dettagli | Vienna | ...                            | 6º posto                      |
| Sportfreunde        | dettagli | Vienna | ...                            | 1º posto (neopromossa)        |
| Sturm 1907 Wien     | dettagli | Vienna | ...                            | 9º posto                      |
| Vienna Cricketer    | dettagli | Vienna | Prater-Radrennbahn (Innenraum) | (ammesso dalla federazione)   |

## Classifica finale
|  | Pos. | Squadra                   | Pt | G  | V  | N | P  | GF  | GS | DR  |
|  | ---- | ------------------------- | -- | -- | -- | - | -- | --- | -- | --- |
|  | 1.   | Hakoah Vienna             | 53 | 28 | 26 | 1 | 1  | 107 | 20 | +87 |
|  | 2.   | Germania Schwechat        | 47 | 28 | 22 | 3 | 3  | 92  | 19 | +73 |
|  | 3.   | Red Star Vienna           | 37 | 28 | 14 | 9 | 5  | 42  | 28 | +14 |
|  | 4.   | Nussdorfer AC             | 36 | 28 | 16 | 4 | 8  | 59  | 41 | +18 |
|  | 5.   | SC Donaustadt             | 30 | 28 | 13 | 4 | 11 | 53  | 47 | +6  |
|  | 6.   | Sturm 1907 Wien           | 26 | 28 | 12 | 2 | 14 | 53  | 62 | -9  |
|  | 7.   | FC Ostmark                | 26 | 28 | 12 | 2 | 14 | 51  | 60 | -9  |
|  | 8.   | Wiener Sportfreunde       | 26 | 28 | 11 | 4 | 13 | 41  | 43 | -2  |
|  | 9.   | Slovan Vienna             | 25 | 27 | 9  | 7 | 11 | 40  | 39 | +1  |
|  | 10.  | Ottakringer SC            | 23 | 28 | 9  | 5 | 14 | 57  | 68 | -11 |
|  | 11.  | Vienna Cricketer          | 22 | 28 | 9  | 4 | 15 | 33  | 55 | -22 |
|  | 12.  | Wr. Bewegungsspieler      | 20 | 28 | 7  | 6 | 15 | 44  | 58 | -14 |
|  | 13.  | SC Ober St. Veit          | 17 | 27 | 5  | 7 | 15 | 27  | 60 | -33 |
|  | 14.  | Blue Star Vienna          | 16 | 27 | 6  | 4 | 17 | 32  | 79 | -47 |
|  | 15.  | Favoritner FC Vorwärts 06 | 12 | 27 | 4  | 4 | 19 | 28  | 80 | -52 |

Legenda:
      Promossa in 1. Klasse.
      Retrocessa in 3. Klasse
Regolamento:
Due punti a vittoria, uno a pareggio, zero a sconfitta.
In caso di arrivo di due o più squadre a pari punti in testa o in coda della classifica, si gioca una o più partite di spareggio.